# Африка (Лодзинське воєводство)
Африка (пол. Afryka) — село в Польщі, у гміні Жарнув Опочинського повіту Лодзинського воєводства.
Населення — 20 осіб (2011).
У 1975-1998 роках село належало до Пйотрковського воєводства.

## Демографія
Демографічна структура станом на 31 березня 2011 року:
|          | Загалом | Допрацездатний вік | Працездатний вік | Постпрацездатний вік |
| -------- | ------- | ------------------ | ---------------- | -------------------- |
| Чоловіки | 8       | 1                  | 6                | 1                    |
| Жінки    | 12      | 3                  | 5                | 4                    |
| Разом    | 20      | 4                  | 11               | 5                    |